# Eigentumsdemokratie
Eine Eigentumsdemokratie (englisch property-owning democracy, in der deutschen Übersetzung von einer Theorie der Gerechtigkeit Demokratie mit Privateigentum und von Gerechtigkeit als Fairness. Ein Neuentwurf Demokratie mit Eigentumsbesitz) ist ein Sozialsystem, in der staatliche Institutionen eine weitgestreute Verteilung des Produktiveigentums und Vermögens an die gesamte Bevölkerung ermöglichen, die strukturell verhindern soll, dass sich Monopole und konzentriertes Kapital bilden und dominieren.:168  Dies will versichern, dass jeder Einzelne gleiche Chancen hat, am Markt teilzunehmen. Es wird angenommen, dass dieses System notwendig ist, um die Zwänge der sozialen Marktwirtschaft zu durchbrechen und eine Kooperation von Bürgern zu manifestieren, die alle die gleiche politische Macht, das gleiche Potential für wirtschaftlichen Aufstieg besitzen und allem Reziprozität geschuldet wird.:12 Die gesellschaftliche Organisationsform wurde durch John Rawls bekanntgemacht als die für ihn gerechteste Grundstruktur unter drei anderen konkurrierenden Systemen: Laissez-faire-Kapitalismus, wohlfahrtsstaatlicher Kapitalismus bzw. Staatssozialismus mit einer Zentralverwaltungswirtschaft. Die Idee der Eigentumsdemokratie ist unbekannter in der westlichen politischen Philosophie, obwohl Fragen hervorgehen, die sich mit der politischen Entmündigung unter einer zunehmenden Ungleichheit in Vermögen and Kapitalbesitz während den letzten vier Jahrzehnten beschäftigen.:4

## Begriffsgeschichte
Auch wenn der Begriff durch Rawls bekannt wurde, so reichen die Ideen auf einen agrarischen Ursprung bis auf Jean-Jacques Rousseau, James Harrington und Thomas Paine zurück, die eine Gemeinschaft einrichten wollten, in der die Bürger unter ihnen wirtschaftlich und politisch unabhängig sind. Der Begriff 'property-owning democracy' tauchte erst 1920 vom britischen Abgeordneten Noel Skelton explizit erstmals zur Diskussion auf. Er setzte sich aus den Begriffen „Eigentumsbesitz“ und „Demokratie“ zusammen – als konservative Antwort auf linke Ideen des Liberalismus und Sozialismus. In dieser Phase stand der Begriff für die Notwendigkeit, Eigentumsrechte vor demokratischer Organisation zu schützen.:170
Der Diskurs der „Eigentumsdemokratie“ wurde in das Lexikon des britischen Konservatismus aufgenommen, bevor er vom britischen Ökonomen James Meade neu aufgenommen wurde.:3 Dieser übernahm die konservative Verwendung des Begriffs, um zu argumentieren, dass eine Umverteilungspolitik erforderlich ist, um die von Skelton und seinen Anhängern vorgeschlagene Modellgesellschaft zu erreichen und um für mehr Einkommensgleichheit bei einem steigenden Anteil an Kapitaleinkommen an der ganzen Volkswirtschaft zu sorgen, die sich im konzentrierten Vermögen der reichsten Personen niederschlägt. Das Konzept wurde fortan verwendet, um eine ideale Gesellschaft zu beschreiben, in der das Eigentum breit über die Bevölkerung ausgebreitet ist.:171
Rawls entlehnte den Begriff von Meade für die Verwendung in seinem bahnbrechenden Buch A Theory of Justice (1971), der diese Ideen im gesamten politischen Diskurs weit verbreitet hat.:177Nun ist sie eines der idealen Systeme einiger liberaler Egalitaristen.

## Beschreibung und theoretische Grundlagen
Rawls beschrieb die „Eigentumsdemokratie“ als ein egalitäres soziales System, das danach strebt, den Besitz von Eigentum und Humankapital breit in der Bevölkerung zu verteilen, so dass die Bürger unter gleichen und freien Verhältnissen zusammenarbeiten können.:140 Dieses Ideal basiert auf der Prämisse, dass Individuen über produktive Ressourcen verfügen müssen, um eine faire gesellschaftliche Teilhabe und einen gleichberechtigten politischen Einfluss zu ermöglichen.:151 Während das klassisch liberale Denken jedem Individuum die Autonomie zugesteht, rationale, selbstmaximierende Entscheidungen im eigenen Interesse unter einer ökonomischen Zusammenarbeit zu treffen, würde das Konzept einer Eigentumsdemokratie im Gegensatz dazu argumentieren, dass die Bürger aufgrund des ungebührlichen Einflusses der Vermögensungleichheit keine freien politischen Entscheidungen treffen können.:393 Rawls setzt im Gegensatz zu dem klassisch-liberalen Ideal des Individuums vielmehr auf das high liberal Ideal des Bürgers als freie und gleiche Personen mit ihrem grundlegenden Interesse zur Verwirklichung ihrer praktischen Vernunft, des Gerechtigkeitssinns, der Vermögen der Bürger einer eigenen Vorstellung des Guten in der Gesellschaft als soziale Kooperation, in der Reziprozität geschuldet wird. Diese Grundlage des Individuums wird nicht geachtet, wenn die politischen Entscheidungen nicht frei sind und nicht auf gleiche Einflussnahme beruht. Dies wird von Rawls in seinem letzten Werk zu seiner Gerechtigkeitskonzeption Gerechtigkeit als Fairness. Ein Neuentwurf identifiziert: 
Inequalities in the ownership and control of wealth, income, and property can reduce the fair value of basic liberties.:149

[Ungleichheiten im Besitz und Kontrolle des Vermögens, Einkommens und Eigentums kann den Wert der Grundfreiheiten einschränken.]
 Dieses System verurteilt nicht den Einsatz von Märkten, um die Nachfrage und effiziente Preise zu bestimmen, es ergänzt jedoch, dass konzentriertes privates Eigentum an Produktionsmitteln eine faire Chancengleichheit und die politische Gleichheit korrumpieren kann und daher der freie Markt mit den öffentlichen Gütern in einem institutionellen Kontext gesetzt werden muss, der die politische Gleichheit und faire Chancengleichheit schützt. Mit zunehmender Vermögensungleichheit steigt auch der politische Einfluss der wohlhabenden Klassen.:173 In ähnlicher Weise kontrastiert Rawls die Eigentumsdemokratie mit sozialistischen Regierungsformen, von denen angenommen wird, dass sie grundlegende individuelle Freiheiten in einer Weise verwerfen, die mit demokratischen Werten unvereinbar ist.:173 Obwohl sie in Opposition zu diesem System dargestellt wird, wird die Eigentumsdemokratie sowohl von konservativen als auch von liberalen Theoretikern akzeptiert.:4

### Grundlegende Bestandteile
Eigentumsdemokratien befugt Institutionen, um mittels Steuern und anderen politischen Maßnahmen die Vererbung und den Erwerb von Privateigentum zu regeln, damit Vermögen und Kapital über die ganze Bevölkerung verteilt wird.:51 Das konzentrierte Eigentum an den Produktionsmitteln in einem Quasi-Monopol schafft eine Situation, in der die Arbeitskräfte von ihren Arbeitgebern für Löhne in einer Beziehung ungleicher Verhandlungsmacht abhängig sind, was dazu führt, dass sich der Reichtum zunehmend im obersten Quintil der Gesellschaft anhäuft.:180Demnach ist es auch problematisch, dass die Kandidaten, die für öffentliche Ämter gewählt werden, in der Regel diejenigen sind, die von den wirtschaftlichen Eliten unterstützt werden, etwa durch die Bereitstellung von Einzel- und Unternehmensspenden, die für erfolgreiche politische Kampagnen erforderlich sind. In der Folge hat sich gezeigt, dass Politiker Gesetze und politische Maßnahmen durchführen, die die Interessen der Spender, von denen sie abhängig sind, um gewählt zu werden, gegenüber denen der Allgemeinheit begünstigen.:395 Dies wird durch den Einfluss von Lobbyismus, finanzierten Interessengruppen und die Konzentration des Medienbesitzes noch verschärft.:174 Solche Praktiken werden in der Studie der Princeton University über die Korruption der Politik durch Reichtum veranschaulicht, in der festgestellt wurde, dass: 
The preferences of the average American appear to have only a miniscule, near-zero, statistically non-significant impact upon public policy.

[Die Präferenzen des Durchschnittsamerikaners haben offenbar nur einen winzigen, gegen Null gehenden, statistisch nicht signifikanten Einfluss auf die öffentliche Politik.]
In dieser Hinsicht führt die Konzentration von Eigentum zu einer Beeinträchtigung der demokratischen Werte.:395 Das Konzept der Eigentumsdemokratie wirkt dieser Korruption der politischen Macht entgegen, indem es das produktive Eigentum auf einen größeren Teil der Gesellschaft umverteilt und so eine gleichmäßigere Verteilung der politischen Macht ermöglicht.:139
Eine hinreichend umgesetzte Eigentumsdemokratie würde also institutionelle Mechanismen beinhalten, die darauf abzielen, Kapital, Reichtum und produktive Ressourcen zu verteilen.:191 Dies würde mit einer Reihe von sozialen Entwicklungsprogrammen einhergehen, die sicherstellen, dass alle Menschen gleichermaßen in der Lage sind, wirtschaftlichen Erfolg und politischen Einfluss zu erlangen.:169 Dazu gehören die Entwicklung des Humankapitals durch öffentlich finanzierte Bildung, eine kostenlose Gesundheitsversorgung, ein angemessenes soziales Minimum und eine Politik, die die gleichberechtigte Teilhabe des Einzelnen an der politischen Gesellschaft gewährleisten soll.:191Sie kann auch ein allgemeines Recht auf Privateigentum oder etwas Ähnliches beinhalten. John Rawls schlägt vor, die Streuung des Kapitals durch öffentliche Bildung und eine progressive Erbschaftssteuer auf Empfängerseite gewährleisten und aufrechterhalten, um den Erblasser Anreize zu geben, sein Vermögen bei seinem Tode an mehreren Personen zu verteilen. Wenn Vollbeschäftigung durch die Gesellschaft als Behelfsarbeitgeber in Notlagen gegeben ist, verlangt das konstitutionell garantierte soziale Minimum von John Rawls’ Gerechtigkeit als Fairness neben der progressiven Erbschaftssteuer auch unter anderem die negative Einkommenssteuer, Familienbeihilfen, Zahlungen bei Krankheit und Arbeitslosigkeit und eine Verbrauchssteuer, die erst ab einer bestimmten Einkommensgrenze erhoben wird. Damit es zum reformorientierten Übergang vom heutigen kapitalistischen Gesellschaften zur Eigentumsdemokratie umsetzbar ist, verlangen andere Eigentumsdemokraten wie etwa Alan Thomas für die Streuung des Privateigentums zusätzliche Maßnahmen wie gleichmäßige soziale Dividenden aus Staatsfonds, steuerliche Begünstigungen für Sparer mit kleinem Vermögen, Steuern auf zugrunde liegende Kapitalanlagen und universelle individuelle Zuschüsse bzw. eine „Mindesterbschaft“, die für den Einsatz für Investitionen vorgesehen sind. Als erster Schritt für den Übergang vom wohlfahrtsstaalichen Kapitalismus zur Eigentumsdemokratie schlägt Alan Thomas vor, die Pensionsfonds vor dem Rentenalter zugänglich zu machen, aber nur wenn sie für Investitionen in die (Weiter)Bildung oder sonstiges Kapital verwendet werden und die Einführung des Staates als Behelfsarbeitgeber in Notlagen, damit Arbeiter vom verbreiteten Kapital genauso profitieren können wie Besitzerklassen.

### Vergleich zum wohlfahrtsstaatlichen Kapitalismus
Eine Eigentumsdemokratie unterscheidet sich von einem wohlfahrtsstaatlichen Kapitalismus, in dem der Staat ein soziales Minimum garantiert, aber nicht wesentlich in den Transaktionen des freien Markts eingreift.:180 Der wohlfahrtsstaatliche Kapitalismus basiert auf einer Umverteilung von Einkommen durch bedürftigkeitsgeprüfte Sozialleistungen, im Gegensatz zu einer Umverteilung von produktiven Ressourcen in der Eigentumsdemokratien. Befürworter der Eigentumsdemokratie würden behaupten, dass der wohlfahrtsstaatliche Kapitalismus sozioökonomische Klassen hervorbringt, an deren Basis eine demoralisierte Gruppe sitzt, die von staatlicher Wohlfahrtsmaßnahmen abhängig ist.:393 Obwohl der wohlfahrtsstaatliche Kapitalismus ein gewisses Interesse an Chancengleichheit zeigt, werden sie den Idealen der gleichberechtigten Zusammenarbeit nicht gerecht, da sie die Konzentration von Wohlstand und produktiven Ressourcen innerhalb einer Minderheit zulassen.:138 Die Gewährung eines sozialen Minimums durch den Wohlfahrtsstaat alleine gehe nicht auf die Folgen ein, die sich ergeben, wenn Reichtum, politischer Einfluss und Macht zusammenfallen. Ökonomen, politische Theoretiker und Soziologen vertreten daher die Auffassung, dass der Wohlfahrtsstaatskapitalismus den Einfluss des Reichtums auf die politische Beschlussfassung nicht angemessen berücksichtigt, da er die strukturellen Zwänge verstärkt, die den am schlechtesten gestellten Mitgliedern der Gesellschaft keine wirtschaftlichen Chancen bieten.:4 James Meade kritisiert die wohlfahrtsstaatlichen Maßnahmen darin, dass ihre Ziele der Einkommensumverteilung durch eine hohe progressive Einkommensbesteuerung alleine nicht erreicht werden können, da sie den Anreiz zu arbeiten, zu sparen und Risiken einzugehen, mildern.

### Perspektive der sozialen und politischen Gerechtigkeit
Rawls stellt die Eigentumsdemokratie vier alternative Institutionen gegenüber: Laissez-faire-Kapitalismus, Wohlfahrtsstaatskapitalismus, Staatssozialismus mit Zentralverwaltungswirtschaft und liberaler Sozialismus. Diese Gegenüberstellung wird in Übereinstimmung mit den beiden Grundsätzen der Gerechtigkeit von Rawls in A Theory of Justice (1971) festgelegt, die im politischen Diskurs weithin anerkannt sind.:3 Der erste Grundsatz schreibt vor, dass jeder Mensch das Recht auf gleiche Grundfreiheiten mitsamt den gleichen Wert der politischen Freiheiten hat, während der zweite Grundsatz verlangt, dass Ungleichheiten nur dort bestehen, wo alle Individuen die gleichen Chancen haben und wo sie so gestaltet sind, dass sie „den am wenigsten Begünstigten den größten Vorteil“ bringen. Der Wert der politischen Freiheiten sind unter anderem dann für alle Bürger gleich, wenn unabhängig der sozialen und wirtschaftlichen Position jeder die gleiche Chance hat, öffentliche Ämter zu bekleiden und das Ergebnis der Wahlen zu beeinflussen.
Diese Grundsätze werden laut Rawls am besten durch ein System der Eigentumsdemokratie erfüllt.:174 Gleiche Grundfreiheiten werden verbessert und gewährleistet, da eine Verteilung von Vermögen, Einkommen und Eigentum allen Menschen ein relativ vergleichbares Maß an politischer und wirtschaftlicher Macht ermöglicht.:2 Die faire Chancengleichheit soll sicherstellen, dass Vermögen und Eigentum die soziale Position des Einzelnen in der Gesellschaftsordnung nicht verbessern und manipulieren können, insbesondere in Bezug auf den Zugang zu Bildung, Gesundheitsversorgung, Erwerbstätigkeit und Wohnungswesen.:174–5 Die Sicherstellung gleicher Chancen innerhalb der Eigentumsdemokratie erhöht das Angebot hochqualifizierter Arbeiter im Arbeitsmarkt und verkleinert damit deren Lohn, während das kleinere Angebot niedrigqualifizierter Arbeiter deren Löhne erhöht. Schließlich dient die Umverteilung von Vermögen und produktivem Eigentum dazu, dem Differenzprinzip gerecht zu werden, indem sie eine gleichmäßige Verteilung der sozialen Grundgüter gewährleistet und damit den am stärksten Benachteiligten am besten hilft.:153
Meade argumentiert, dass das verbreitete produktive Eigentum zwar allenfalls den Anreiz der ärmeren Bürger mindert, zu arbeiten, aber es erhöht auch den Arbeitsanreiz der relativ Reichen, sodass man nicht mit einem signifikant vermindertem Anreiz zu Arbeit rechnen sollte. Die relativ ärmeren Bürger würden durch ihr erhöhtes Kapitaleinkommen nun aber weniger vom Lohn abhängig sein. Durch die dadurch entstehende angeglichene Verhandlungsmacht zwischen Arbeitsangebot und -nachfrage und das höhere Angebot an Arbeit bei hochqualifizierten Berufen durch die öffentliche Bildung und sonst gestreutes Humankapital ist die Nachfrage nach Arbeitern gezwungen, für niedrigqualifizierte Arbeit einen höheren Lohn anzubieten, als es im wohlfahrtsstaatlichen Kapitalismus der Fall wäre. Einkommensungleichheiten gibt es im Idealfall dann nicht etwa aus einer relativen Knappheit des Arbeitsangebots bei einem Wirtschaftssektor wegen ungleicher Bildungschancen, sondern nur durch ungleiche natürliche Begabungen. Die Institutionen strukturieren Ungleichheiten laut Rawls so, dass sie aus diejenigen Anreizen bestehen, die die Kosten für Bildung und Ausbildung und für die sozial nutzenbringende Nutzung der Talente jeweiliger Berufe decken, sowie bei Unternehmen und Investoren Kosten aus risikobehafteter Investitionen, sodass natürlich unbegabtere Personen von der Ungleichheit bestmöglich profitieren. In diesem Zusammenhang kommt die Eigentumsdemokratie als egalitäres soziales System zur Geltung.

## Kritik
Die Eigentumsdemokratie wird von den Befürwortern der liberalen Demokratie weitgehend kritisiert, die argumentieren, dass Demokratie erreicht ist, wenn jeder Einzelne bei der Wahl repräsentativer Kandidaten die gleiche Stimme hat.:183 Es ist daher gerecht, wenn ein Staat sein derzeitiges politisch-wirtschaftliches System beibehält, da dies die Gesellschaftsstruktur ist, für die die Bevölkerung gestimmt hat. Wenn die Öffentlichkeit die Werte und Politiken wünscht, die die Eigentumsdemokratie ausmachen, könnte sie für Kandidaten stimmen, die versprechen, diese Institutionen umzusetzen.:184
Wenn man die Idee, dass der Besitz von produktivem Eigentum den politischen Einfluss bestimmt, bis zu ihrer logischen Schlussfolgerung verfolgt, würde eine wirklich vollkommen gleiche Gesellschaft eine Politik erfordern, die über die von Rawls skizzierten Umverteilungsmechanismen hinausgeht und eine völlig gleichmäßige Verteilung des Eigentums in der Gesellschaft ermöglicht. Es wird daher kritisiert, dass es die Freiheit, wirtschaftlichen Wert zu schaffen und Eigentum zu erwerben, einschränkt, was der Prämisse des Staatssozialismus entspricht, der nach Rawls’ eigener Logik disqualifiziert ist.:75

### Wohlfahrtsstaatlicher Kapitalismus
Befürworter des Wohlfahrtsstaatskapitalismus kritisieren die Eigentumsdemokratie, weil sie die Rolle individueller Unterschiede in Bezug auf Fähigkeiten, Intelligenz und physiologische Eigenschaften, die zu unterschiedlichen Ergebnissen führen, zu großzügig ausblendet.:396 Diese Sichtweise begründet, dass der Einzelne durch den Gewinn einen Anreiz hat, Entscheidungen in Bezug auf die Entwicklung des Humankapitals, die Schwierigkeit der Beschäftigung und das zeitliche Engagement, Spar- und Ausgabenentscheidungen sowie Investitionen in unternehmerische Bestrebungen zu treffen.:180 Wenn Einzelpersonen unterschiedliche Entscheidungen zu ihrem Vorteil getroffen haben, kann es nicht als gerecht angesehen werden, den Profit, den Reichtum und das Eigentum umzuverteilen, die sie durch ihre autonomen Entscheidungen erzielt haben.:396 Aus der Sicht des Wohlfahrtsstaatskapitalismus ist es angemessener, ein soziales Minimum zu schaffen, das denjenigen, die sich bemühen, ihre Fähigkeiten in wirtschaftlichen Nutzen umzuwandeln, einen grundlegenden Lebensstandard sichert, ohne ihnen gleiches Eigentum an produktivem Eigentum, das sie nicht verdient haben, vorzuschreiben.:177–8

### Laissez-faire
Die Laissez-faire-Perspektive verurteilt die Tendenz der Eigentumsdemokratie, die Bedeutung von Anreizen für die Gewährleistung einer produktiven Wirtschaft zu vernachlässigen.:398 Da die Produktion von Reichtum als Ergebnis menschlicher Tätigkeit anerkannt wird, sind Personen, die über ein hohes Maß an Vermögen und Eigentum verfügen, die eigentlichen und gerechten Eigentümer dieser Güter.:401 Daraus kann nicht geschlossen werden, dass es der Gerechtigkeit dient, diese Vorteile ihren rechtmäßigen Eigentümern zu entziehen. Das Ziel der Eigentumsdemokratie, diesen Wohlstand und das produktive Eigentum breit über die Bevölkerung zu verteilen, wirkt daher als Begrenzung des Marktanreizes, diese Güter zu erwerben.:33 Es wird dann angenommen, dass der Laissez-faire-Kapitalismus die Position der am schlechtesten Gestellten angemessener maximieren würde, da Anreize für diejenigen mit den vermarktungsfähigsten Talenten, sich hervorzutun, die Gesellschaft zum Nutzen aller voranbringen würden.:152
Darüber hinaus wird kritisiert, dass Eigentumsdemokratien besser in der Lage sind, die Freiheiten und die Chancengleichheit aller Individuen zu gewährleisten, da ein Laissez-faire-Markt diese Ergebnisse natürlich dadurch erleichtert, dass jedes Individuum seinen eigenen Interessen nachgeht.:398 So werden beispielsweise Personen mit unterschiedlichen willkürlichen Unterscheidungen wie Rasse, Religion oder Geschlecht mit gleicher Wahrscheinlichkeit von einem Unternehmen eingestellt, das auf dem freien Markt Anreize hat, die Person einzustellen, die den größtmöglichen Gewinn erzielt.
Ähnlich wie beim wohlfahrtsstaatlichen Kapitalismus wird auch bei der Laissez-faire-Perspektive bestritten, dass der Wohlstand es dem Einzelnen ermöglicht, im politischen Bereich praktisch Stimmen zu kaufen. Die derzeitigen demokratischen politischen Systeme verbieten es den Wählern nicht strukturell, Kandidaten zu wählen, die eine gerechtere Verteilung des Eigentums versprechen und gesetzlich verankern würden.:401

### Staatssozialismus
Die Befürworter des Staatssozialismus kritisieren die Eigentumsdemokratie für ihre weichen Grundsätze der Eigentumsumverteilung, die es nicht ermöglichen, ein gleichberechtigtes Eigentum an den Produktionsmitteln zu schaffen.:7 Sie geht davon aus, dass die von der Politik vorgeschriebenen Strukturen der Eigentumsdemokratie die Ideale ihrer eigenen Ideologie nicht erreichen, da sich das Kapital in einem Marktsystem in immer weniger Händen anhäufen wird.:183 Das Funktionieren eines Systems der freien Marktwirtschaft kann nicht vom Kapitalismus abgekoppelt werden.

### Liberaler Sozialismus
Als liberalen Sozialismus bezeichnet John Rawls ein soziales System, in der die Produktionsmittel eines freien Marktes der Gesellschaft gehören, in der die Belegschaft die Betriebsleitung und das Management wählt oder diese direkt kontrolliert. Obwohl Rawls anerkannte, dass der liberale Sozialismus die beiden Gerechtigkeitsprinzipien erfüllen könnte, wurde er als ideales System der gesellschaftlichen Organisation verworfen, da es ihm an Durchführbarkeit und öffentlicher Akzeptanz mangelte.:403 Dieses System stellt sich also gegen die Eigentumsdemokratie, weil es ihr an Praktikabilität mangelt. Während die Eigentumsdemokratie den Wert der Umverteilung des produktiven Eigentums behauptet, behauptet der liberale Sozialismus, das Endziel der Chancengleichheit und des politischen Einflusses mit Mitteln zu erreichen, die weniger einschneidend sind.:281 Durch die Kombination von kapitalistischen Strukturen und begrenzten Formen des gesellschaftlichen Kapitaleigentums in Verbindung mit sozialisierten Gesundheits-, Bildungs- und Sicherheitssystemen behauptet der liberale Sozialismus, die Ziele der Eigentumsdemokratien fairer zu erreichen, da er die individuelle Autonomie berücksichtigt.:7